# Marco Annio Vero
Marco Annio Vero (en latín: Marcus Annius Verus; c.50 - 138) fue un político del Imperio romano que vivió durante los siglos I y II, y desarrollo su cursus honorum durante los reinados de Domiciano, Nerva, Trajano y Adriano; además, fue el abuelo paterno del emperador Marco Aurelio.

## Orígenes familiares
Era hijo de Marco Annio Vero el Viejo, que fue el primero que ingresó en el Senado (homo novus), y llegó a ser pretor. Su familia procedía de la colonia de Ucubi (Colonia Claritas Iulia Ucubi), la moderna Espejo, cerca de Corduba (moderna Córdoba), en la provincia de Hispania Baetica. Sus antepasados tenían gran influencia y habían acumulado una considerable riqueza, posiblemente gracias al cultivo del aceite de oliva.

## Carrera política
Vero, perteneciente al orden ecuestre, llegó a ser praefectus urbis (prefecto de Roma) y durante la censura de Vespasiano y Tito, bajo el reinado del primero, fue inscrito en el censo senatorial como nuevo patricio, designado por el emperador. Durante su carrera política fue elegido cónsul en tres ocasiones, un honor poco frecuente: una durante el reinado del emperador Nerva en el año 97 junto a Lucio Neracio Prisco, otra en el año 121 junto a Gneo Arrio Augur,  y la última en el año 126 junto a Gayo Egio Ambíbulo, las dos últimas bajo Adriano. 

## Matrimonio y descendencia
Contrajo matrimonio con Rupilia Faustina, que procedía de una familia de rango consular. La hermanastra de Faustina era la emperatriz Vibia Sabina y la madre de esta Salonia Matidia, sobrina del emperador Trajano.
Vero tuvo tres hijos:
- Annia Galeria Faustina, comúnmente conocida como Faustina la Mayor, futura emperatriz romana, casada con el emperador Antonino Pío.
- Marco Annio Libón, cónsul ordinario en el año 128.
- Marco Annio Vero, un pretor que contrajo matrimonio con Domicia Lucila, padre del futuro emperador Marco Aurelio y su hermana Annia Cornificia Faustina.

Tras la muerte de su hijo Marco Annio Vero en el año 124, el viejo Vero adoptó y heredó junto a su nuera a su nieto Marco Aurelio y a su nieta Annia Cornificia Faustina. En su obra, Meditaciones, Marco Aurelio le describe como un pilar de "decencia" y "sangre fría". Marco Annio Vero murió en el año 138, cuando su edad rozaba la noventena. Se sabe que en sus últimos años tuvo una amante.